# Catantopsilus taeniolatus
Catantopsilus taeniolatus är en insektsart som först beskrevs av Karsch 1893.  Catantopsilus taeniolatus ingår i släktet Catantopsilus och familjen gräshoppor. Inga underarter finns listade i Catalogue of Life.